# والتر وايت
والتر هارتويل وايت الأب (بالإنجليزية: Walter Hartwell White Sr.)‏، المعروف أيضًا باسم هايزنبرغ (بالإنجليزية: Heisenberg)‏، هو بطل المسلسل التلفزيوني دراما الجريمة الأمريكي اختلال ضال. يصور الشخصية براين كرانستون. على الرغم من أن مسؤولي إيه إم سي ترددوا في البداية في اختيار كرانستون بسبب دوره الكوميدي السابق في مالكوم في الوسط، قام فينس غيليغان باختياره بناءً على أداء الممثل السابق في حلقة «درايف» من مسلسل الملفات الغامضة، والتي كتبها غيليغان. ساهم كرانستون كثيرًا في إنشاء شخصيته، بما في ذلك خلفية والت الدرامية والشخصية والمظهر الجسدي.
ضمن المسلسل، والت هو كيميائي وخريج معهد كاليفورنيا للتقنية، الذي شارك في تأسيس شركة تقنيات غراي ماتر. ترك غراي ماتر فجأة، وباع أسهمه مقابل 5000 دولار. بعد فترة وجيزة، حققت الشركة ثروة، معظمها من أبحاث والت. انتقل والت بعد ذلك إلى ألباكركي، نيو مكسيكو، حيث أصبح مدرسًا للكيمياء في المدرسة الثانوية. في اليوم التالي لعيد ميلاده الخمسين، شُخِّص بسرطان الرئة من المرحلة الثالثة. بعد هذا الاكتشاف، يلجأ والت إلى تصنيع وبيع الميثامفيتامين مع الطالب السابق، جيسي بينكمان (آرون بول)، لضمان الأمن المالي لعائلته بعد وفاته. لقد انجذب بشكل أعمق إلى تجارة المخدرات غير المشروعة، وأصبح قاسياً أكثر فأكثر مع تقدم المسلسل، ثم يتبنى لاحقًا الاسم المستعار «هايزنبرغ»، والذي أصبح معروفًا كشخصية رئيسية في تجارة المخدرات الجنوبية الغربية. يصبح والت أقل تعاطفاً طوال المسلسل، حيث أراده مبتكر المسلسل فينس غيليغان أن يتحول من «السيد تشيبس إلى سكارفيس».
تلقى كل من الشخصية وأداء كرانستون إشادة من النقاد، حيث يتم ذكر والتر وايت بشكل متكرر كواحد من أعظم الشخصيات التلفزيونية وأكثرها شهرة في كل العصور. فاز كرانستون بأربع جوائز إيمي برايم تايم لأفضل ممثل رئيسي في مسلسل درامي، ثلاثة منها متتالية. إنه أول رجل يفوز بجائزة تلفزيون اختيار النقاد وجائزة الغولدن غلوب وجائزة إيمي برايم تايم وجائزة نقابة ممثلي الشاشة عن أدائه. أعاد كرانستون تمثيل دور والت في الفلاش باك لفيلم التكملة إل كامينو: بريكنغ باد موفي، ومرة أخرى في الموسم السادس والأخير من مسلسل البادئة من الأفضل الاتصال بسول، مما جعله أحد الشخصيات القليلة التي ظهرت في الأعمال الثلاثة، إلى جانب جيسي بينكمان، مايك إيرمنتروت (جوناثان بانكس) وإد جالبريث (روبرت فوريستر) وأوستن رامي (تود تيري).
حَل والتر وايت في المركز الأول في قائمة مجلة تايم لأكثر الشخصيات الخيالية تأثيراً في 2013.

## للقراءة المتعمقة
- Egner, Jeremy (19 مارس 2010). "على الشخصية: بريان كرانستون في اختلال ضال". نيويورك تايمز. مؤرشف من الأصل في 2022-09-22. اطلع عليه بتاريخ 2012-07-15. (بالإنجليزية)
- VICE – والتر وايت الحقيقي (بالإنجليزية)

## وصلات خارجية
- والتر وايت على موقع إيه إم سي (بالإنجليزية)
- والتر وايت في قاعدة بيانات الأفلام على الإنترنت (بالإنجليزية)